# Добовец при Рогатцу
Добовец при Рогатцу (словен. Dobovec pri Rogatcu) је насељено место у општини Рогатец, Савињска регија, Словенија.

## Историја
До територијалне реорганизације у Словенији био је у саставу старе општине Шмарје при Јелшах.

## Становништво
У попису становништва из 2011. године, Добовец при Рогатцу је имао 283 становника.
| Број становника према пописима | Број становника према пописима | Број становника према пописима |
| ------------------------------ | ------------------------------ | ------------------------------ |
| 1991                           | 2002                           | 2011                           |
| 260                            | 306                            | 283                            |

Напомена: До 1953. исказивано под именом Добовец. Године 1952. повећана за насеља Видина и Чрешњевец која су укинута. Године 1953. увећано за насеље Свети Рок об Сотли, које је укинуто.